# Köflach
Köflach osztrák város Stájerország Voitsbergi járásában. 2017 januárjában 9999 lakosa volt. 

## Elhelyezkedése

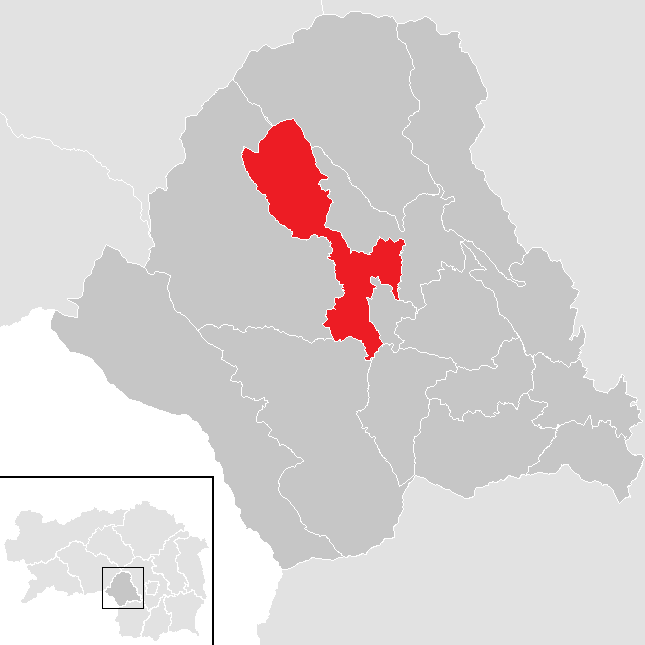
Köflach a Voitsbergi járásban

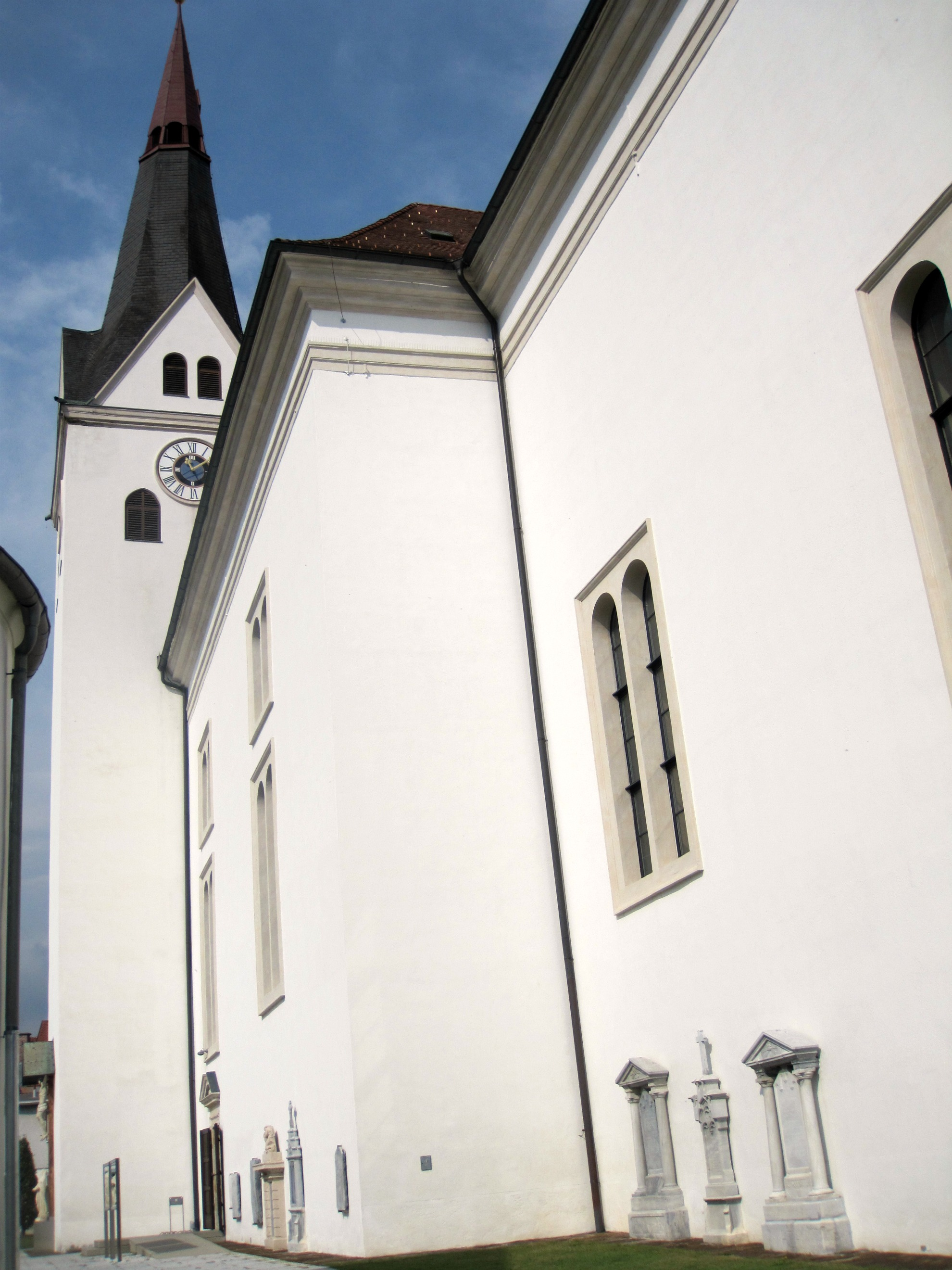
A Mária Magdolna-templom

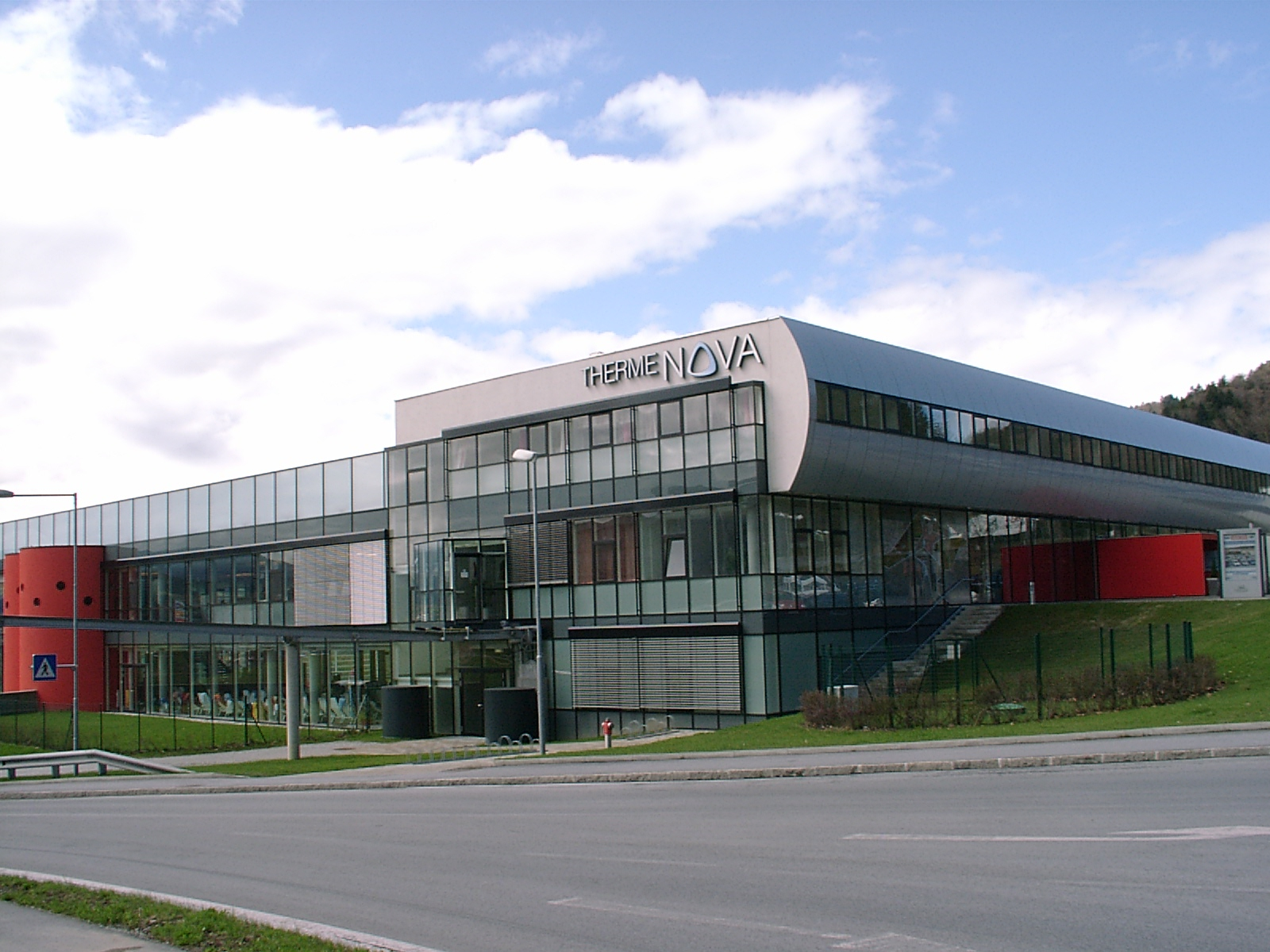
A Therme Nova termálfürdő

Köflach a tartomány középső részén fekszik a Nyugat-Stájerország régióban, Graztól nyugatra. Legfontosabb útvonalai a Grazt Klagenfurttal összekötő B70, illetve a Köflach és Judenburg közötti B77 főutak. Az önkormányzat 6 városrészt, illetve falut fog össze: Graden (468 lakos), Gradenberg (688), Köflach (4471), Piber (477), Pichling bei Köflach (3632) és Puchbach (358).
A környező települések: északra Kainach bei Voitsberg, keletre Bärnbach, délkeletre Rosental an der Kainach és Edelschrott, délre Sankt Martin am Wöllmißberg, nyugatra Maria Lankowitz.

## Története
Köflach neve a barlang jelentésű kovel, kuvel, govel szóból és a patakot jelző -ach végződésből tevődik össze.
A Stubalpe-hegység lábainál fekvő medence régóta kedvező lakóhelyet biztosított az embereknek, amelyek legrégebbi - 18-12 ezer évvel ezelőtti - táborát a Zigöllerkogel barlangjában fedezték fel. A kora bronzkorból Pichlingben találtak egy völgyben fekvő települést, majd a bronzkor végén a lakók a védettebb dombtetőkre húzódtak vissza. Ezek a települések előbb a Hallstatt- majd a La Tène-kultúrához köthetők.
Köflach falu az 1103-ban alapított Sankt Lambrecht-i kolostor birtoka volt. 1170-ben Barbarossa Frigyes császár mezővárosi jogokat adományozott neki, de ezeket már 1307-ben elvették tőle, hogy ne versenyezzen az adó- és vámprivilégiumokhoz jutott szomszédos Voitsberggel. 1470-ben III. Frigyes megerősítette Köflach mezővárosi jogait, mire százéves jogi harc kezdődött az egyházi tulajdonban lévő Köflach és a hercegségi Voitsberg között, ugyanis az utóbbi nem volt hajlandó elismerni a mezővárosi jogosultságot igazoló oklevél egyetlen példányát.
1634-ben pestis dúlt a városban, amely több mint száz lakos életét követelte; ugyanekkor villám csapott a templomba. 1637-ben ismét megerősítették mezővárosi jogait. Három évvel később a járvány visszatért és Piber szinte teljesen kihalt. 1699-ben I. Lipót császár ismét megerősítette Köflach jogait, amelyet Voitsberg még ezután sem volt hajlandó elismerni; a vitát végül egy császári bizottság zárta le 1715-ben.
1766-ban szénlelőhelyeket fedeztek fel a város környékén, így az addig mezőgazdaságból élő település rövidesen bányavárossá vedlett át. 1786-ban, miután II. József bezáratta a kolostorokat, a város állami közigazgatást kapott.
1846-ban üveggyár, 1849-ben postahivatal létesült Köflachban. 1860-ban megnyílt a grazi vasútvonal, amely az újabb szénmezők felfedezése mellett gazdasági fellendülést és a lakosság növekedését hozta magával.
Az első világháború a katonák elszállásolásán kívül nem érintette közvetlenül a települést. 1917-ben sportcipőgyár létesült, amely főleg nőknek adott munkát. 1918-ban a spanyolnátha és a vérhasjárvány 89 áldozatot szedett. 1939-ben Köflachot városi rangra emelték. A második világháború során az 1945-ös bombázásokban kilencen haltak meg.
1965-ben egy ipari katasztrófában az egyik bánya zagytározójának gátja átszakadt és az iszap elöntötte a vasútállomás környékét és a város délkeleti részét. 1990-ben Köflachot Stájerország legszebb virágos városának szavazták meg; a versenyen 2003-ban és 2012-ben is megismételte korábbi jó szereplését. 2000-ben felfedezték a Barbara-termálforrást, amelyre alapozva 2004-re felépült a Therme Nova termálfürdő.
A 2015-ös stájerországi közigazgatási reform során Graben községet a városi önkormányzathoz csatolták.  

## Lakosság
A köflachi önkormányzat területén 2017 januárjában 9999 fő élt. A lakosság 1961 óta (akkor 13 270 fő) folyamatosan csökken. 2015-ben a helybeliek 94,6%-a volt osztrák állampolgár; a külföldiek közül 0,9% a régi (2004 előtti), 2,2% az új EU-tagállamokból érkezett. 1,1% a volt Jugoszlávia (Szlovénia és Horvátország nélkül) vagy Törökország, 1,2% egyéb országok polgára. 2001-ben a lakosok 80,8%-a római katolikusnak, 1,7% evangélikusnak, 1% muszlimnak, 14,9% felekezet nélkülinek vallotta magát. Ugyanekkor 17 magyar élt Köflachban.

## Látnivalók

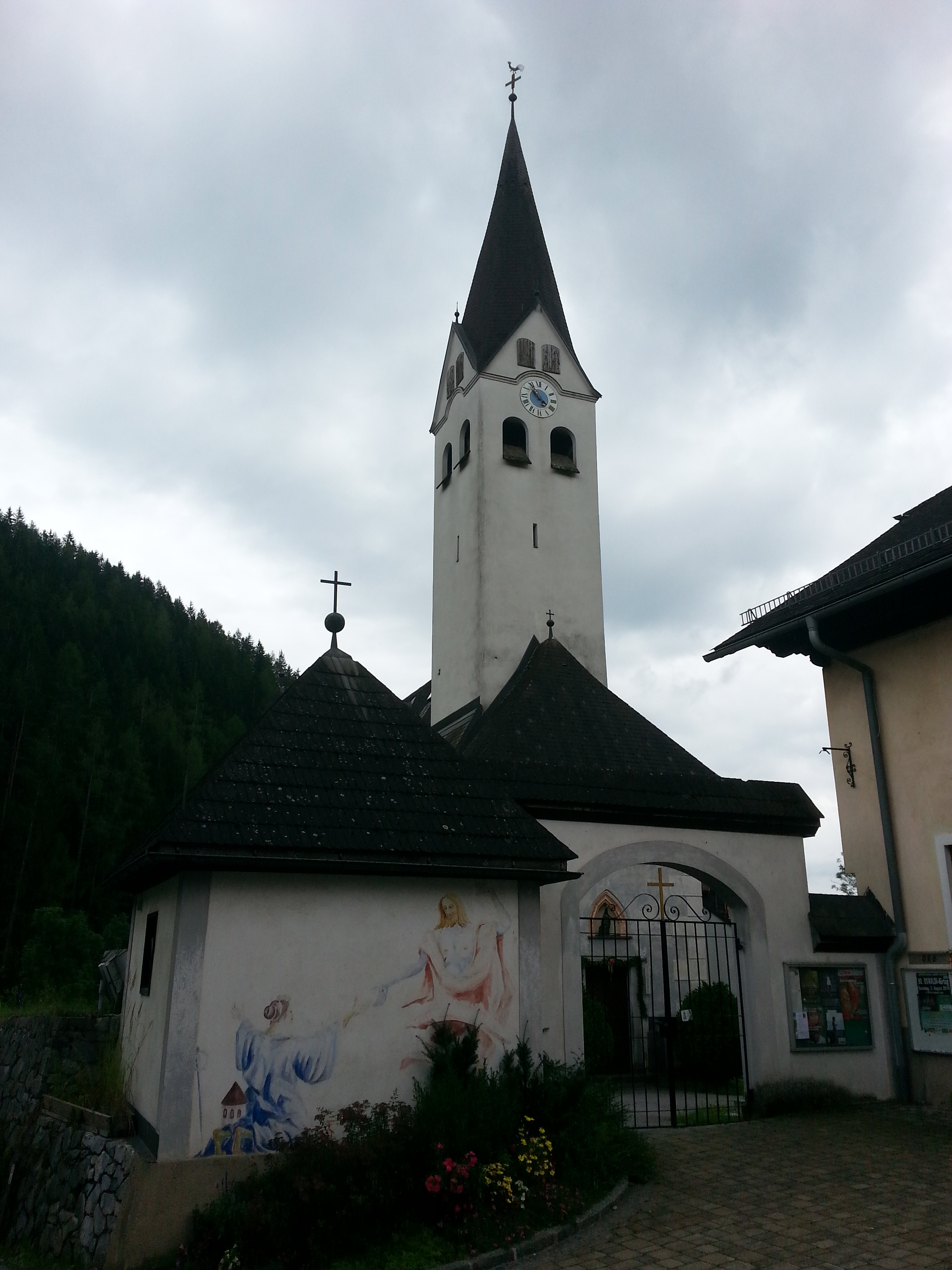
Graden Szt. Oszvald-temploma

- Piberben található a lipicai ménes, amely a bécsi spanyol lovasiskola számára biztosítja a lovakat.
- a Therme Nova termálfürdő
- a Mária Magdolna-plébániatemplomot 1245-ben említik először. Tornya gótikus, a többi része egy tűzvész után 1643–49 között készült el.
- a Művészetek Háza (Kunsthaus) eredetileg 1872-ben épült lakóházként és üzlethelyiségként.
- az 1794-ben épült Glaserhäusl
- a Barbaratelep házait 1939-ben építették Hermann Göring utasítására
- Graden fallal körülvett, késő gótikus Szt. Oszvald-plébániatemploma 1445-ben már állt. 1786-ig a St. Lambrecht-i apátság, utána a köflachi plébánia felügyelte.
- Graden volt községháza egy eredetileg a 16. századból származó, hagyományos, kétszintes faház.
- a 17. századi Hammerherrenhaus Gradenbergben
- Piber Szt. András-temploma
- a piberi kastély
- az 1974-ben épült modern XXIII. János-templom Pichlingben

## Testvértelepülések
- Giengen an der Brenz (Németország)

## Fordítás
- Ez a szócikk részben vagy egészben  a   Köflach című német Wikipédia-szócikk ezen változatának fordításán alapul.  Az eredeti cikk szerkesztőit annak laptörténete sorolja fel. Ez a jelzés csupán a megfogalmazás eredetét és a szerzői jogokat jelzi, nem szolgál a cikkben szereplő információk forrásmegjelöléseként.